# 工作表
工作表原本是指一张記錄辦公內容的纸，例如上面记录了工作日程、工作时间、上級指示、問題、想法等內容。很多領域都會用到工作表，它們常常与儿童的学校作业、税务和会计表格或其他商业辦公等領域有关。在教育領域，老師會在工作表上記錄给学生出的问题和問題的答案。在会计領域，工作表是一张带有行和列的紙張，会计师可以在其上记录信息以及计算。
软件正日益取代基于纸张的工作表。在电子计算机领域，電子試算表的用户界面类似于一个或多个纸质会计工作表。Microsoft Excel是一个較為普及的電子試算表程序，它把一个单一的电子表格（更严格地说，它是一个二维矩阵）称为工作表，它把一些工作表的集合称为工作簿。